# Чарторыйский, Юзеф Клеменс
Князь Юзеф Клеменс Чарторыйский (1740 — 17 марта 1810, Варшава) — государственный деятель Речи Посполитой, политик и дипломат, ключник великий литовский и стольник великий литовский (1764—1795), ключник волынский (с 1772), войт и староста луцкий и радошицкий.

## Биография
Представитель магнатского рода Чарторыйских герба «Погоня». Старший сын ловчего великого коронного и старосты луцкого князя Станислава Кости Чарторыйского (ум. 1766) и Анны Рыбинской (ум. 1778). Последний мужской представитель корецкой линии Чарторыйских.
В 1764 году князь Юзеф Клеменс Чарторыйский подписал элекцию Станислава Августа Понятовского. В том же 1764 году стал ключником и стольником великим литовским. В 1765 году стал кавалером ордена Святого Станислава, а в 1767 году получил орден Белого Орла.
В 1772 году Юзеф Клеменс Чарторыйский стал ключником волынским, а также войтом и старостой луцким и радошицким.
В 1789—1790 годах — польский посол в Берлине, выступал за заключение союза между Речью Посполитой и Пруссией.
Заново построил Корецкий замок, который стал его постоянной резиденцией. При этом своём имении основал фарфоро-фаянсовую фабрику, а после того, как она сгорела в 1797 году, наладил изготовление кунтушовых поясов.
В 1788 году князь Юзеф Клеменс Чарторыйский был избран послом от Волынского воеводства на Четырёхлетний сейм (1788—1792). В 1792 году князь был включён российским послом Яковом Сиверсом в список польских послов и сенаторов, выступавших против новой конституции Речи Посполитой. В том же 1792 году присоединился к Тарговицкой конфедерации.

## Семья
5 ноября 1778 года женился на Доротее Барбаре Яблоновской (1760—1844), дочери воеводы познанского и каштеляна краковского Антония Барнабы Яблоновского (1732—1799) и Анны Сангушко-Ковельской (1739—1766). Дети:
- Мария Антонина Чарторыйская (род. 1777), жена с 1796 года графа Яна Алоиза Потоцкого (1776—1855)
- Клементина Мария Тереза Чарторыйская (1780—1852), жена с 1798 года князя Евстахия Сангушко (1768—1844)
- Тереза Чарторыйская (1785—1868), жена с 1807 года князя Генриха Любомирского (1777—1850)
- Юзефина Мария Чарторыйская (1787—1862), жена с 1814 года графа Альфреда Потоцкого (1786—1862)
- Целестина Чарторыйская (1790—1850), жена с 1812 года Станислава Ржишевского (1780—1857)